# Hendrik Lorentz

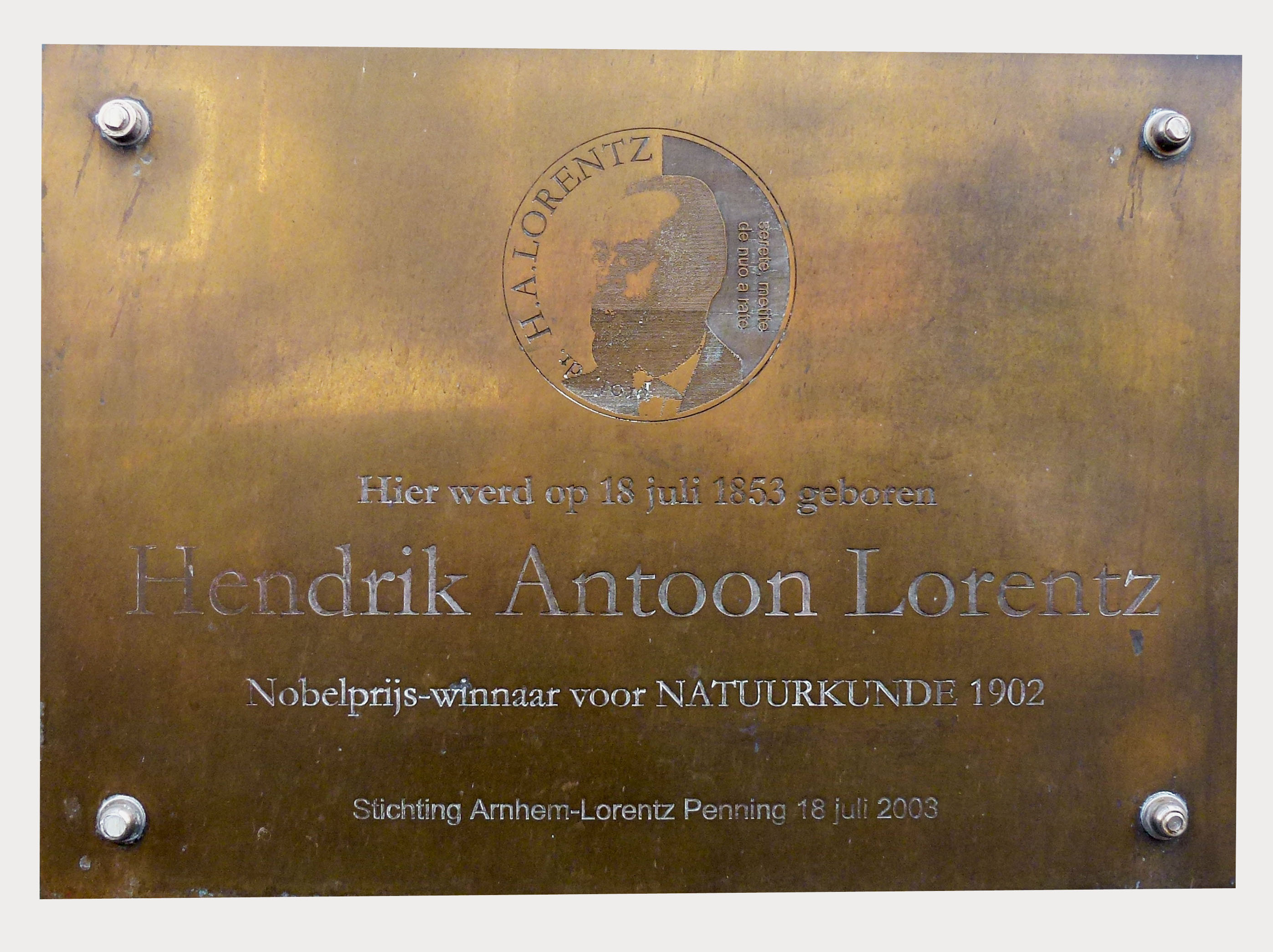
Plaquette bij zijn geboortehuis Steenstraat 48, Arnhem, 2003.

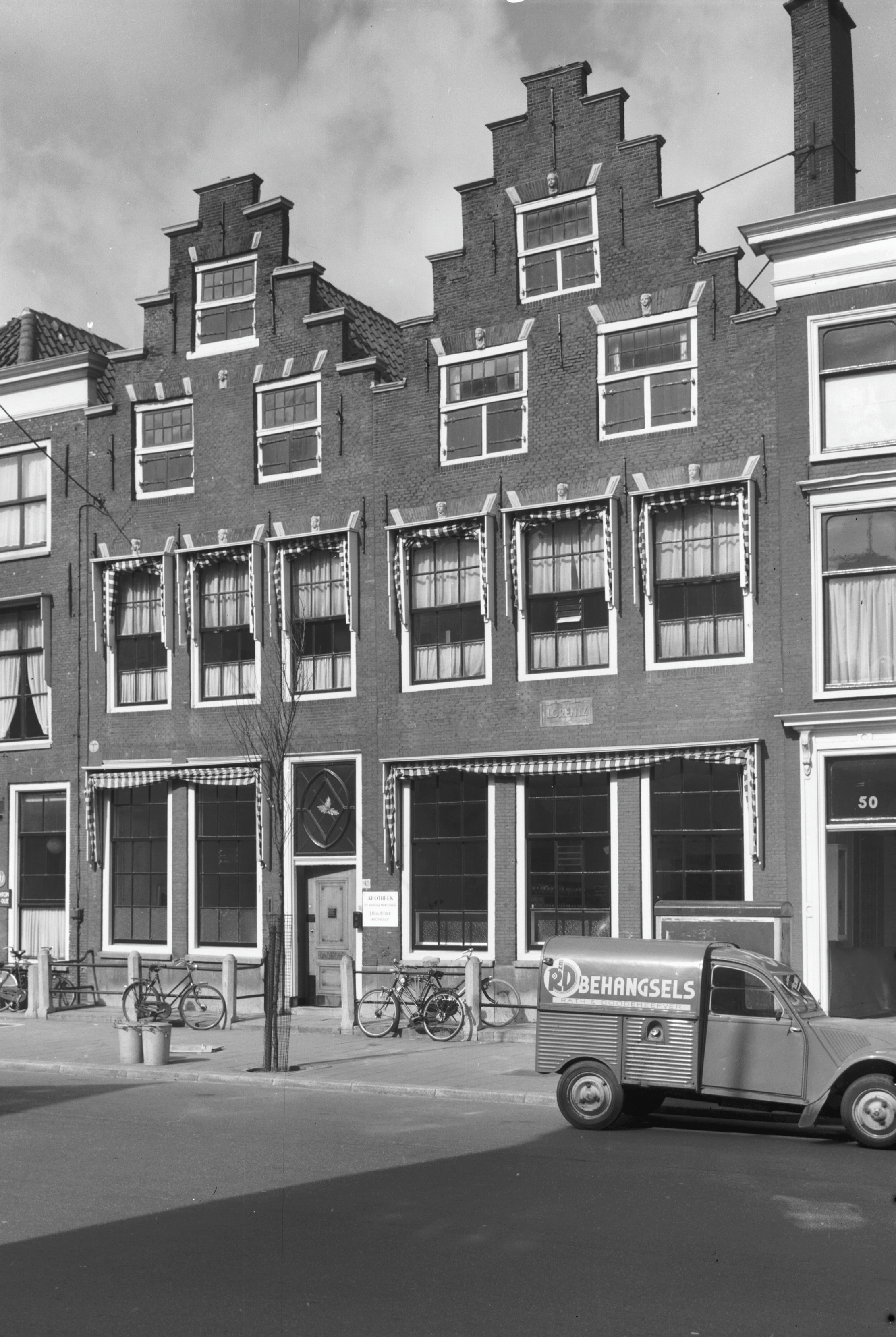
Lorentz' woonhuis Hooigracht 48, Leiden met dubbele trapgevel en gedenksteen rechts, 1963. Albert Einstein logeerde hier.

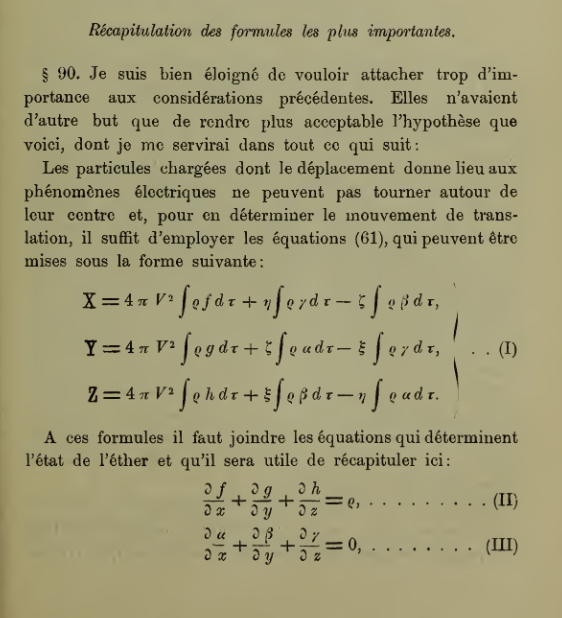
Lorentz' elektronentheorie. Formules voor de Lorentzkracht (I) en de Maxwellvergelijkingen voor de divergentie van het elektrisch veld E (II) en het magnetisch veld B (III), La théorie electromagnétique de Maxwell et son application aux corps mouvants, 1892, p. 451.

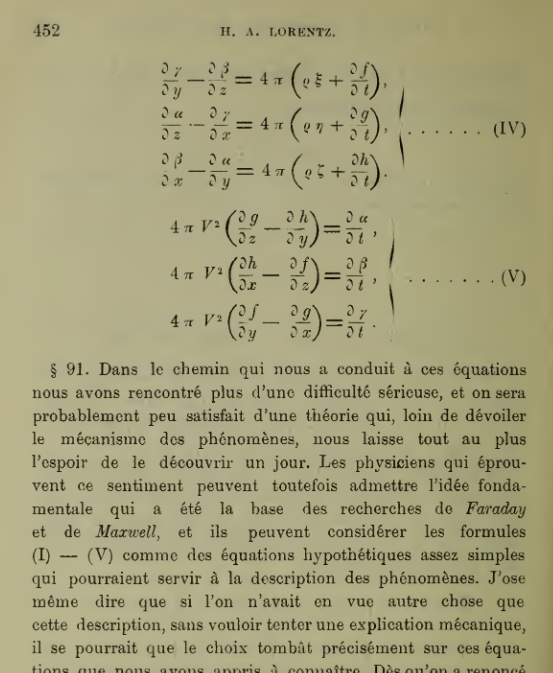
Lorentz' elektronentheorie. Formules voor de rotatie van het magnetisch veld B (IV) en het elektrisch veld E (V), La théorie electromagnétique de Maxwell et son application aux corps mouvants, 1892, p. 452.

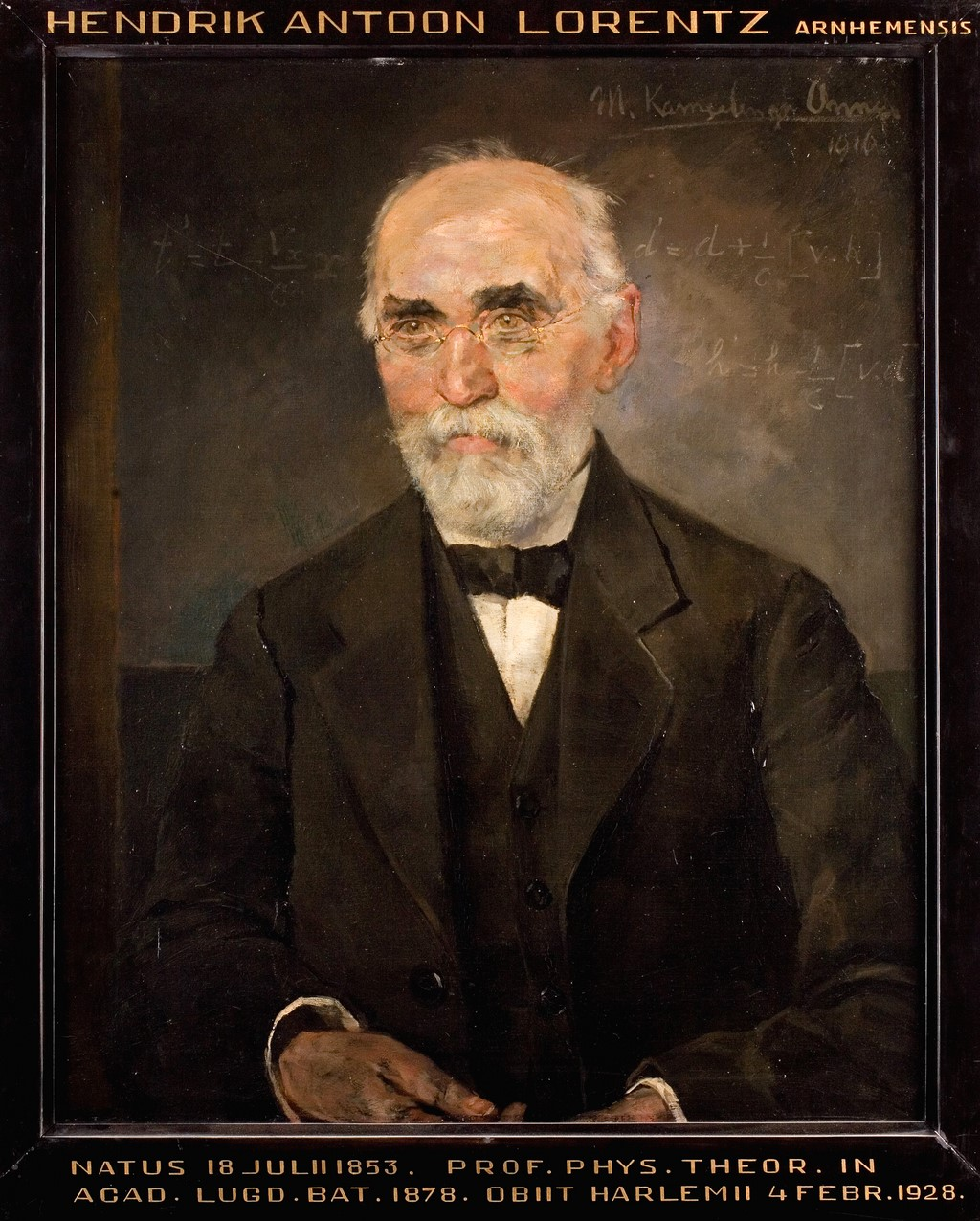
Menso Kamerlingh Onnes: "Hendrik Antoon Lorentz Arnhemensis..." (van Arnhem), met formules voor de Lorentzkracht ("f =..v_{x}/c") op de achtergrond, 1916.

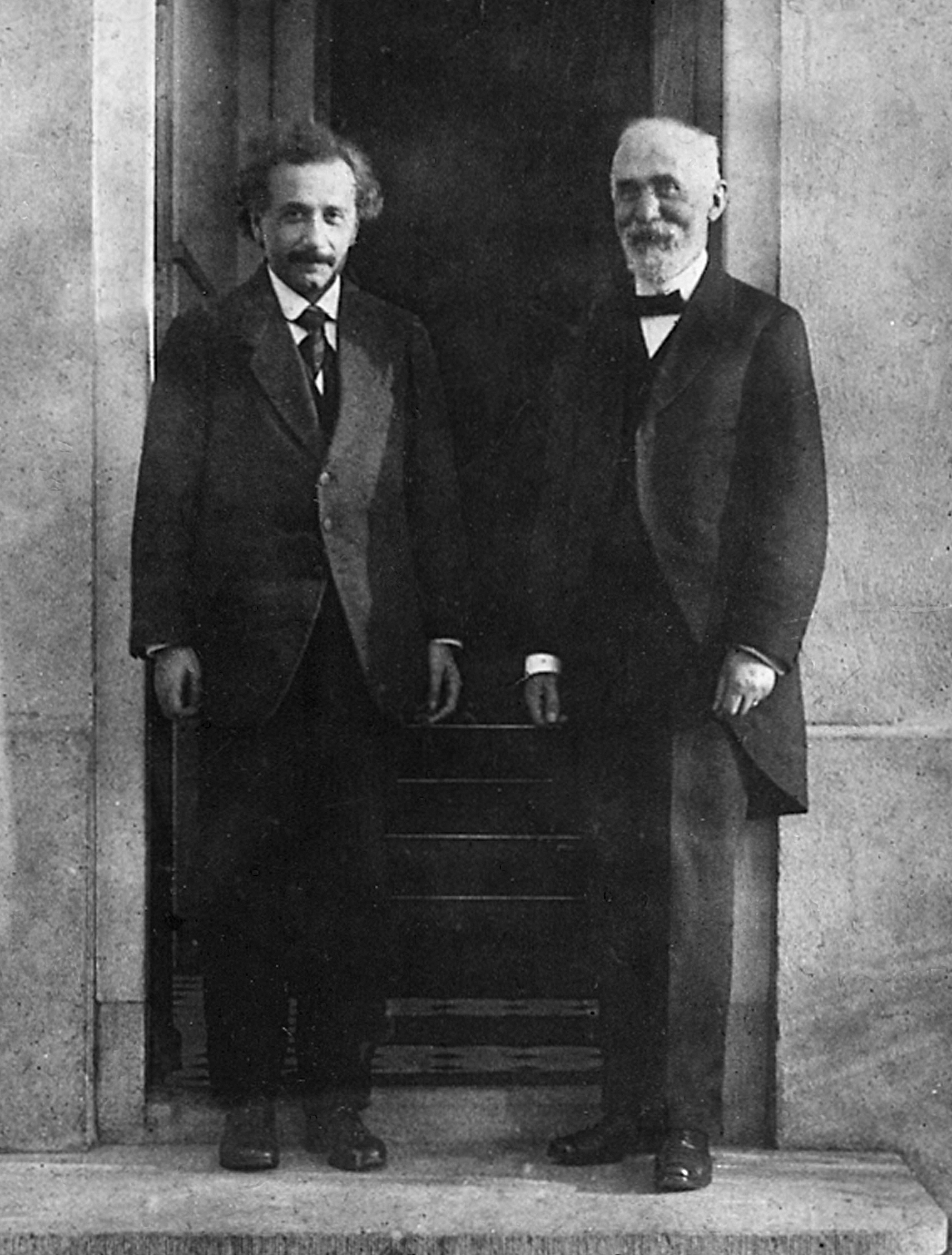
Einstein en Lorentz in Leiden, 1921.

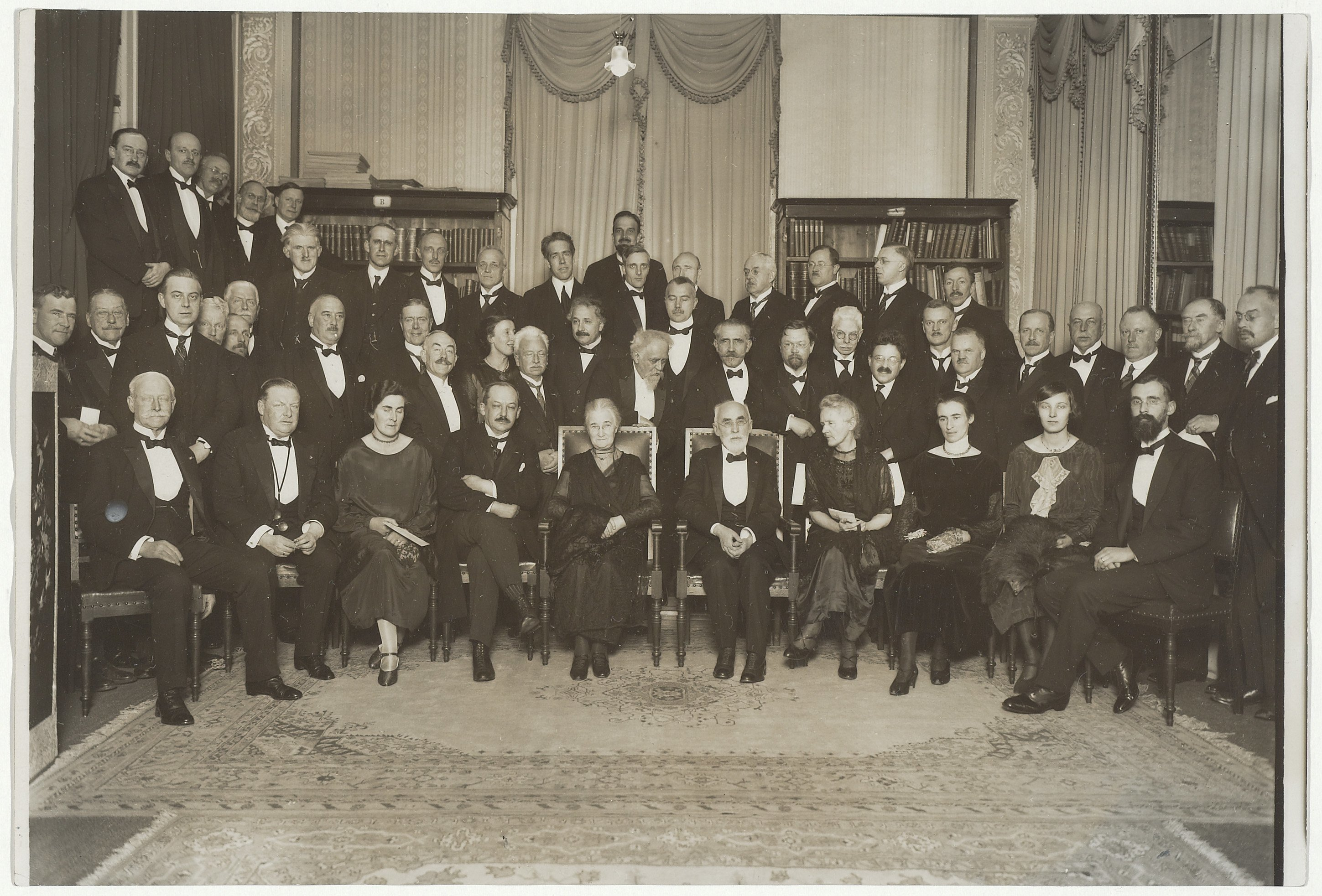
De huldiging van Lorentz bij het gouden (50-jarig) jubileum van zijn academische promotie op 11 december 1925, Hollandsche Maatschappij der Wetenschappen. Plaatselijke politici en vele internationaal bekende natuurkundigen staan op de foto: Marie Curie, Niels Bohr, Arthur Eddington, Willem Keesom, Jean Perrin, Paul Langevin, Paul Ehrenfest, Albert Einstein enzovoorts (zie de identificatie bij doorklikken).

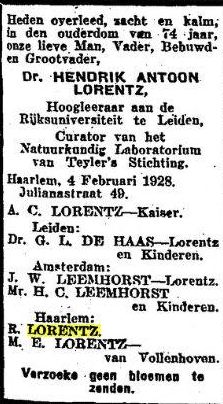
Overlijdensadvertentie H.A. Lorentz, 1928.

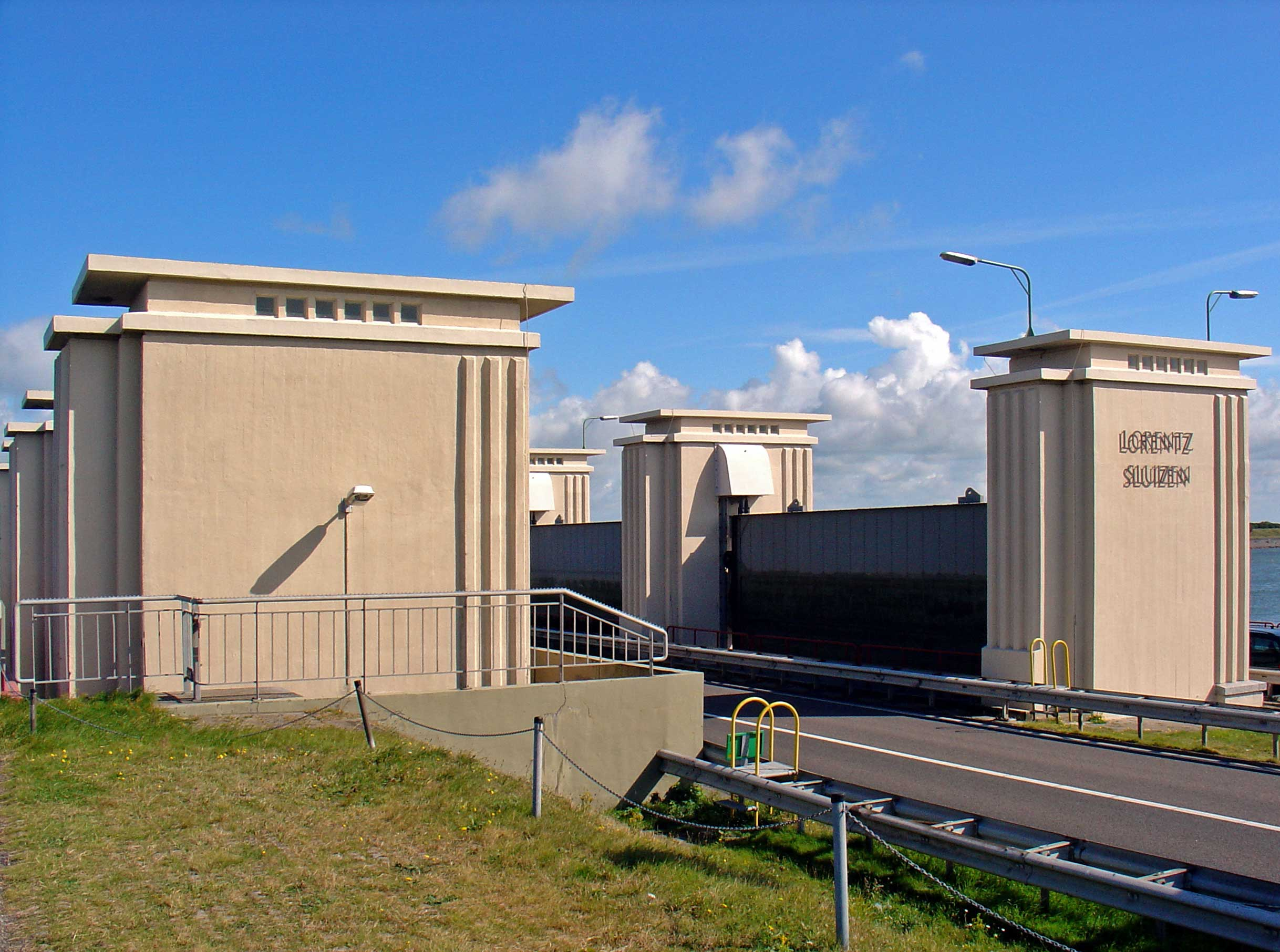
De Lorentzsluizen bij Kornwerderzand, 2007.

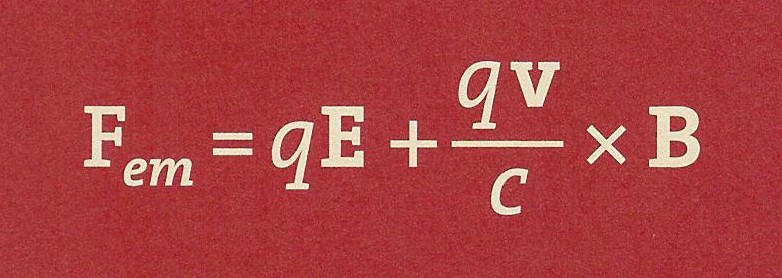
Lorentzkracht F op een deeltje met elektrische lading q en snelheid v in een elektrisch veld E en een magnetisch veld B.

Hendrik Antoon Lorentz (Arnhem, 18 juli 1853 – Haarlem, 4 februari 1928) was een van Nederlands grootste natuurkundigen en winnaar van de Nobelprijs voor Natuurkunde 1902.
Hij ontving de Nobelprijs samen met Pieter Zeeman voor hun onderzoek naar de invloed van magnetisme op spectraallijnen: het zeemaneffect. Lorentz deed vooral theoretisch onderzoek naar de elektromagnetische eigenschappen van materie: zijn elektronentheorie. Hij kwam tot de veronderstelling dat de afmeting van voorwerpen beïnvloed wordt door hun snelheid (de lorentzcontractie) evenals hun massa. Ook nam hij aan dat de lichtsnelheid de hoogst mogelijke snelheid is. Daarmee legde hij de basis voor de speciale relativiteitstheorie van Albert Einstein. Lorentz was de nestor van de natuurkundigen in zijn tijd: Einstein keek naar hem op. De lorentzkracht op een stroomvoerende draad of geleider in een magneetveld is naar hem vernoemd, evenals onder meer de lorentztransformatie uit de speciale relativiteitstheorie, de Lorentz-Lorenz-vergelijking voor de brekingsindex en de lorentzverdeling uit de statistiek.

## Biografie

### Jonge jaren
Lorentz – roepnaam Hentje – kwam uit een familie van bemiddelde tuinders in Arnhem. Zijn vader was Gerrit Frederik Lorentz (1822-1893) en zijn moeder Geertruida van Ginkel (1826-1861). Na de dood van zijn moeder in 1861 hertrouwde zijn vader met Luberta Hupkes (1819/1820-1897).
Na afloop van de lagere school ging Lorentz naar de Franse school, de overbrugging tussen de lagere school en de hogereburgerschool (hbs). Vanwege zijn vooropleiding en zijn parate kennis mocht hij in 1866 meteen naar de derde klas van de nieuwe hogereburgerschool aldaar. Hij had hoge cijfers, niet alleen voor exacte vakken, maar ook voor vreemde talen. Lorentz sprak later vloeiend Engels, Frans en Duits, wat hem bij zijn vele internationale contacten goed van pas kwam.
Met een hbs-diploma kon Lorentz destijds niet naar de universiteit. Daarom deed hij staatsexamen in Latijn en Grieks, alvorens in 1870 aan de Rijksuniversiteit Leiden wis-, natuur- en sterrenkunde te gaan studeren bij onder meer de hoogleraren Pieter van Geer, Pieter Rijke en Frederik Kaiser. Na zijn kandidaatsexamen keerde Lorentz in 1872 naar zijn geboorteplaats terug om thuis verder te studeren. Overdag bereidde hij zich voor op zijn doctoraalexamen en het schrijven van een proefschrift, terwijl hij in de avonden les gaf. Tot 1878 gaf hij in Arnhem wiskundeles aan de plaatselijke avondschool. Om wat ouder te lijken dan zijn leerlingen liet Lorentz zijn baard staan.
In 1873, vlak voor zijn twintigste verjaardag, behaalde hij zijn doctoraalexamen wis- en natuurkunde en astronomie. Aansluitend voltooide hij in Arnhem zijn dissertatie. Op 11 december 1875 promoveerde Lorentz summa cum laude op het proefschrift Over de theorie der terugkaatsing en breking van het licht. Hierin verklaarde hij deze verschijnselen voor het eerst vanuit de elektromagnetische theorie van James Maxwell in de interpretatie van Helmholtz.
In 1881 trouwde Lorentz met de latere feministe Aletta Catharina Kaiser (1858-1931), een nicht van de sterrenkundige Frederik Kaiser en dochter van Johann Wilhelm Kaiser, de directeur van het latere Rijksmuseum. Ze kregen twee dochters en een zoon. De oudste dochter Geertruida Luberta (1885-1973) studeerde natuurkunde te Leiden, waar zij bij haar vader promoveerde in 1912. De tweede dochter, Johanna Wilhelmina (1889-....) huwde Hendrik Carel Leemhorst, die later burgemeester van Hoorn zou worden.

### Hoogleraar in Leiden
In 1877 beriep de Universiteit Utrecht Lorentz als hoogleraar wiskunde, maar hij sloeg dit aanbod af: hij dacht privaatdocent aan de universiteit van Leiden te kunnen worden. Door de nieuwe Wet op het Hoger Onderwijs werd naast de leerstoel van professor Rijke een tweede in de natuurkunde ingesteld. Omdat J.D. van der Waals zijn benoeming aan de Gemeentelijke Universiteit van Amsterdam aannam, kwam Lorentz in aanmerking. Zo werd hij in 1878, als een van de eersten in Europa, tot hoogleraar in het nieuwe afzonderlijke vak theoretische natuurkunde benoemd aan de Rijksuniversiteit Leiden. Op 25 januari 1878 hield Lorentz zijn inaugurele rede De moleculaire theorieën in de natuurkunde. Hij was toen pas 24 jaar oud. De rest van zijn leven zou hij aan de universiteit Leiden verbonden blijven. Hij gaf colleges natuurkunde aan onder meer natuur- en geneeskundestudenten en schreef een aantal leerboeken. Ook richtte hij een laboratorium voor studenten in. Toen zijn collega experimentele natuurkunde Kamerlingh Onnes door zwakke gezondheid colleges moest opgeven, nam Lorentz die van hem over.
Lorentz had altijd hart voor de "vrouwenzaak". Zo vergezelde hij zijn vrouw, Aletta Lorentz-Kaiser naar bijeenkomsten over vrouwenkiesrecht en onderwijs aan vrouwen.
Van zijn vijfentwintig promovendi (zie de tabel hieronder) werden vooral bekend: Hendrik Bremekamp (promotie in 1905 over lichtvoortplanting in dispergerende middenstoffen), Leonard Ornstein (1908, Gibbs' statistische thermodynamica), Lorentz' dochter Berta (1912, brownse beweging en verwante verschijnselen), Adriaan Fokker (1913, brownse beweging en straling) en Johannes Droste (1916, zwaartekrachtsveld van een of meer lichamen volgens de algemene relativiteitstheorie van Einstein). Ook  Hendrika Johanna van Leeuwen werd bekend vanwege haar onderzoek aan magnetisme. Daarnaast promoveerden drie andere vrouwen bij hem.

### Internationale erkenning
Vanaf 1900 werd Lorentz internationaal bekend in de wetenschappelijke wereld. In 1902 won hij met Pieter Zeeman de Nobelprijs voor Natuurkunde voor onderzoek naar de invloed van magnetisme op de kleuren van het licht van een natriumvlam (zeemaneffect, magnetische splitsing van spectraallijnen). In 1906 gaf hij gastcolleges aan de Columbia University te New York, die in druk bekend werden als The theory of electrons and its applications to the problems of light and radiant heat (De elektronentheorie en haar toepassingen op de vraagstukken van licht en stralende warmte). Later, in de jaren 1920, deed hij op drie tournees diverse Amerikaanse universiteiten aan als gastdocent. Vanaf 1910 was hij organisator en voorzitter van baanbrekende Solvayconferenties over onder meer vroege kwantummechanica met Marie Curie, Albert Einstein, Max Planck, Ernest Rutherford en vele anderen. In 1923 aanvaardde hij de benoeming door de Volkenbond tot secretaris van de Commission internationale de coopération intellectuelle (CICI), onder voorzitterschap van de Franse filosoof Henri Bergson. In 1925 werd Lorentz voorzitter. Hij spande zich in om de samenwerking tussen onderzoekers uit de landen die elkaar na de Eerste Wereldoorlog boycotten te herstellen. In Nederland werkte Lorentz in 1918 mee aan de oprichting van de Wetenschappelijke Commissie van advies en onderzoek in het belang van volkswelvaart en weerbaarheid, een voorloper van de Nederlandse Organisatie voor toegepast-natuurwetenschappelijk onderzoek (TNO).

### Maatschappelijk actief
Politiek was Lorentz actief binnen de Vrijzinnig-Democratische Bond, terwijl de sociale kwestie en de volksopvoeding zijn levendige belangstelling hadden: in 1910 werd op zijn initiatief de eerste openbare bibliotheek van Leiden gesticht. Hij gaf graag populaire lezingen over natuurkunde voor belangstellenden.
Lorentz was voorzitter van de Onderwijsraad, afdeling hoger onderwijs van 1921 tot 1926, en drukte zijn stempel op de verdeling van leerstoelen en het nieuwe Academisch Statuut. Voor zijn internationale rol als verzoener was het voorzitterschap (1906-1921) van de sectie natuurkunde van de Akademie van Wetenschappen van belang.

### Buitengewoon hoogleraar en conservator
In 1912 ging Lorentz vervroegd met emeritaat als gewoon hoogleraar. Hij werd conservator/curator van het Fysisch Kabinet bij Teylers Museum in Haarlem, waar hij de beschikking kreeg over een eigen natuurkundig onderzoekslaboratorium. Hier bereidde hij vooral demonstraties voor die bij zijn publieke lezingen in het auditorium plaatsvonden. Wel bleef hij, nu als buitengewoon hoogleraar, zijn "maandagochtendcolleges" geven in Leiden. Paul Ehrenfest volgde hem op als gewoon hoogleraar theoretische natuurkunde, en stichtte het instituut voor theoretische natuurkunde aan de Universiteit Leiden, dat nu het Instituut-Lorentz heet.
Vanaf 1920 trad Lorentz ook op als secretaris van de Hollandsche Maatschappij der Wetenschappen te Haarlem, die particuliere investeringen in de wetenschap organiseerde.

### Staatscommissie Zuiderzee
Na zijn emeritaat werkte Lorentz van 1918 tot 1926 mee aan plannen voor de drooglegging van de Zuiderzee. Hij stelde de golfvergelijking op, waarmee de waterhoogtes - en daarmee benodigde dijkhoogtes - na afsluiting door de Afsluitdijk voorspeld konden worden. Hij leidde de Staatscommissie Zuiderzee (ook wel "Commissie Lorentz" genoemd).
Dit was in die tijd geen eenvoudige opdracht. Acht jaar lang hield Lorentz zich bezig met dit probleem. Hij stelde voor het probleem van de waterhoogten op te lossen met numerieke wiskunde. De bewegingsvergelijkingen voor water moesten opgelost worden voor de geulen. Het werk van deze commissie is van grote betekenis geweest voor het waterloopkundig onderzoek in Nederland. De door hem ontwikkelde methode voor getijberekeningen was de basis voor moderne numerieke rekenmodellen. Na voltooiing van de Afsluitdijk in 1933 bleken de voorspellingen van de commissie grotendeels juist. De Lorentzsluizen zijn naar hem vernoemd.

### Laatste jaren
Tot op het eind van zijn leven stelde Lorentz collega's niet teleur als deze benieuwd waren naar "wat Lorentz ervan vond". Op 4 februari 1928 overleed hij op 74-jarige leeftijd aan een belroosinfectie met koortsaanvallen.

### Begrafenis
Hij werd onder massale belangstelling en aanwezigheid van tal van collega-wetenschappers en hoogwaardigheidsbekleders begraven op Begraafplaats Kleverlaan in Haarlem. Er werden zelfs extra treinen ingezet om alle deelnemers aan de begrafenis ter plekke te krijgen.

## Werk

### Licht en elektromagnetisme
In zijn promotieonderzoek toonde Lorentz voor het eerst aan dat de elektromagnetische theorie van James Maxwell de regels van lichtbreking en -terugkaatsing minstens zo goed kon verklaren als de rivaliserende theorie van Augustin Jean Fresnel. Bovendien had de theorie van Maxwell het voordeel dat deze transversale golven toestond. Lorentz kon in 1875 de kleurschifting van het licht verklaren en in 1878 het verband tussen dichtheid van een stof en zijn brekingsindex: de Lorentz-Lorenz-formule.

### Elektronentheorie
De oorspronkelijke wetten van Maxwell konden niet verklaren waarom stoffen zo sterk verschillen in hun optisch gedrag. Lorentz wel, door combinatie van zijn kennis van Maxwells werk en de moleculaire theorie van Boltzmann. Tussen 1892 en 1895 werkte hij de eerste vorm uit van wat later bekend werd als de elektronentheorie van Lorentz. Optische eigenschappen van stoffen voerde hij terug op elektrische eigenschappen van atomen en moleculen. Deze bevatten volgens Lorentz gelijke ladingsdragers, de elektronen, die harmonisch trillen door invallende straling. Aanvankelijk noemde Lorentz ze in aansluiting op de toen nieuwe scheikundige terminologie nog "ioonen". Lorentz omschreef ze als "uiterst kleine deeltjes, geladen met elektriciteit, die in geweldige aantallen binnen alle ponderabele stof aanwezig zijn, en door welker verdeling en beweging wij alle elektrische en optische verschijnselen die niet beperkt zijn tot de vrije ether trachten te verklaren." (ponderabele stof = stof met massa, in tegenstelling tot de massaloze ether.)
In de theorie van Lorentz bevonden de elektronen en andere ladingsdragers zich in de overal eendere ether die in absolute rust verkeert. Voor de lichtvoortplanting door de ether gelden de wetten van Maxwell, en de ether en de geladen deeltjes werken op elkaar in via een elektromagnetische kracht die naar hem werd vernoemd, de lorentzkracht (Lorentz noemde die zelf ponderomotorische kracht). Met kathodestraalbuizen kan de lorentzkracht gedemonstreerd worden.
Een van de voorspellingen van Lorentz was dat in een magnetisch veld de spectraallijnen van atomen zich zouden moeten splitsen. Deze splitsing werd in experimenteel werk van Pieter Zeeman inderdaad aangetroffen, en voor deze ontdekking ontvingen Lorentz en Zeeman in 1902 gezamenlijk de Nobelprijs "in recognition of the extraordinary service they rendered by their researches into the influence of magnetism upon radiation phenomena" (vertaling: als blijk van erkenning voor de buitengewone dienst die zij verleenden door hun onderzoek naar de invloed van magnetisme op stralingsverschijnselen).

### Lorentzcontractie
De manier waarop licht zich voortplant door de ether stond eind 19e eeuw zeer in de belangstelling. Men dacht dat de snelheid van het licht, als dat reist door dit veronderstelde medium, op de snel door de ether bewegende Aarde in verschillende richtingen een verschillende waarde zou hebben. Zoals bleek uit het interferometer-experiment van Albert Michelson en Edward Morley, was dit echter niet het geval. De lichtsnelheid bleek in alle richtingen precies gelijk te zijn. Dit betekende een paradigmaverschuiving, omdat daaruit bleek dat licht zich heel anders gedroeg dan geluid, waarover in die tijd al veel meer bekend was. Nog steeds is het gegeven dat de lichtsnelheid altijd constant is moeilijk te begrijpen en leidt het ogenschijnlijk tot de vreemdste paradoxen.
Lorentz ontwikkelde om dit experiment te begrijpen het begrip van lokale tijd. Hij stelde ook voor dat lichamen die de snelheid van het licht benaderen, zich samentrekken (korter worden). Dit wordt aangeduid met de term lorentzcontractie. In de vergelijkingen van Maxwell diende op bepaalde plaatsen een factor, de lorentzfactor
{\displaystyle \gamma ={\frac {1}{\sqrt {1-{\frac {v^{2}}{c^{2}}}}}}}
te worden toegevoegd, waarbij v de snelheid van het voorwerp is, en c de lichtsnelheid.
Lorentz zag de lokale tijd die hij ontwikkelde als een puur wiskundige manier om de natuurkundige experimenten te beschrijven. Uit de lorentzcontractie kon hij de conclusie trekken dat de lichtsnelheid de bovenste grens is van alle materiële snelheden. Met deze inzichten stond Lorentz aan de basis van de relativiteitstheorie, die volledig door Albert Einstein werd ontwikkeld.

## Erkenning en onderscheidingen

### Poincaré en Einstein
Internationaal brak Lorentz door met zijn elektronentheorie en lorentztransformaties. De Franse wis- en natuurkundige Henri Poincaré schreef in 1902:

De meest bevredigende theorie is die van Lorentz, die zonder twijfel het best de bekende feiten verklaart... dankzij Lorentz zijn de resultaten van Fizeau voor de optica van bewegende lichamen, de wetten van normale en abnormale dispersie en van absorptie met elkaar in verband gebracht... Merk op hoe gemakkelijk het nieuwe Zeeman-verschijnsel werd opgenomen, en zelfs hielp bij de indeling van Faradays magnetische rotatie, die alle pogingen van Maxwell had weerstaan.
— Poincaré, 1902

Het respect dat Lorentz genoot wordt treffend tot uitdrukking gebracht door O.W. Richardsons beschrijving van Lorentz' begrafenis in 1928:
De begrafenis vond plaats op vrijdag, 10 februari, in Haarlem. Klokslag 12 uur werden bij wijze van eerbetoon de telegraaf- en telefoondiensten in Nederland drie minuten stilgelegd. Sir Ernest Rutherford hield een toespraak namens de British Royal Society.
Lorentz was een vaderfiguur voor Albert Einstein. Deze verklaarde de relatief beperkte roem van Lorentz als volgt:

De natuurkundigen van de jongere generatie zijn zich meestal niet meer ten volle bewust van de beslissende rol, die H.A. Lorentz speelde bij de vorming van de fundamentele ideeën van de theoretische natuurkunde. Dit wonderlijke feit berust hierop, dat de grondslag van Lorentz' ideeën hun zozeer vlees en bloed geworden is, dat zij nauwelijks nog in staat zijn zich voor te stellen hoe vermetel deze ideeën waren en hoever ze het natuurkundig fundament vereenvoudigden. [...] Voor mij betekende hij meer dan alle anderen die ik op mijn levensweg ontmoette.
— Einstein, 1953

### Prijzen
Lorentz heeft vele prijzen ontvangen voor zijn belangrijke werk. Met Pieter Zeeman ontving hij in 1902 de Nobelprijs voor Natuurkunde. Hij werd in 1905 gekozen tot lid van de Royal Society, en hij ontving van dit Wetenschappelijk genootschap de Rumford Medal in 1908 en de Copley Medal in 1918. Bij de viering van het 50-jarig jubileum van zijn academische promotie ontving Lorentz op 11 december 1925 het Grootkruis van de Orde van Oranje-Nassau. 

### Monumenten

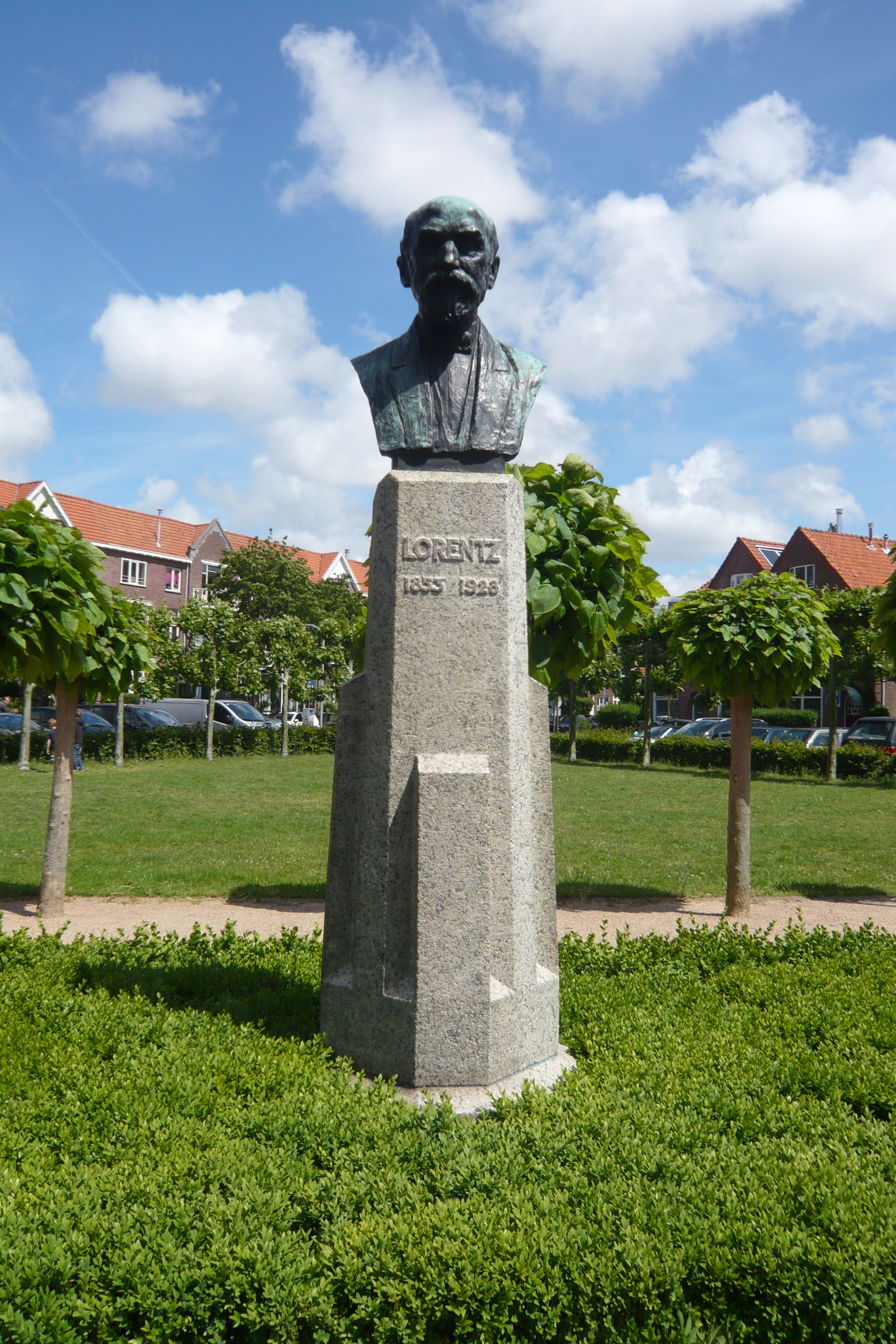
Borstbeeld van Lorentz aan het Lorentzplein in Haarlem

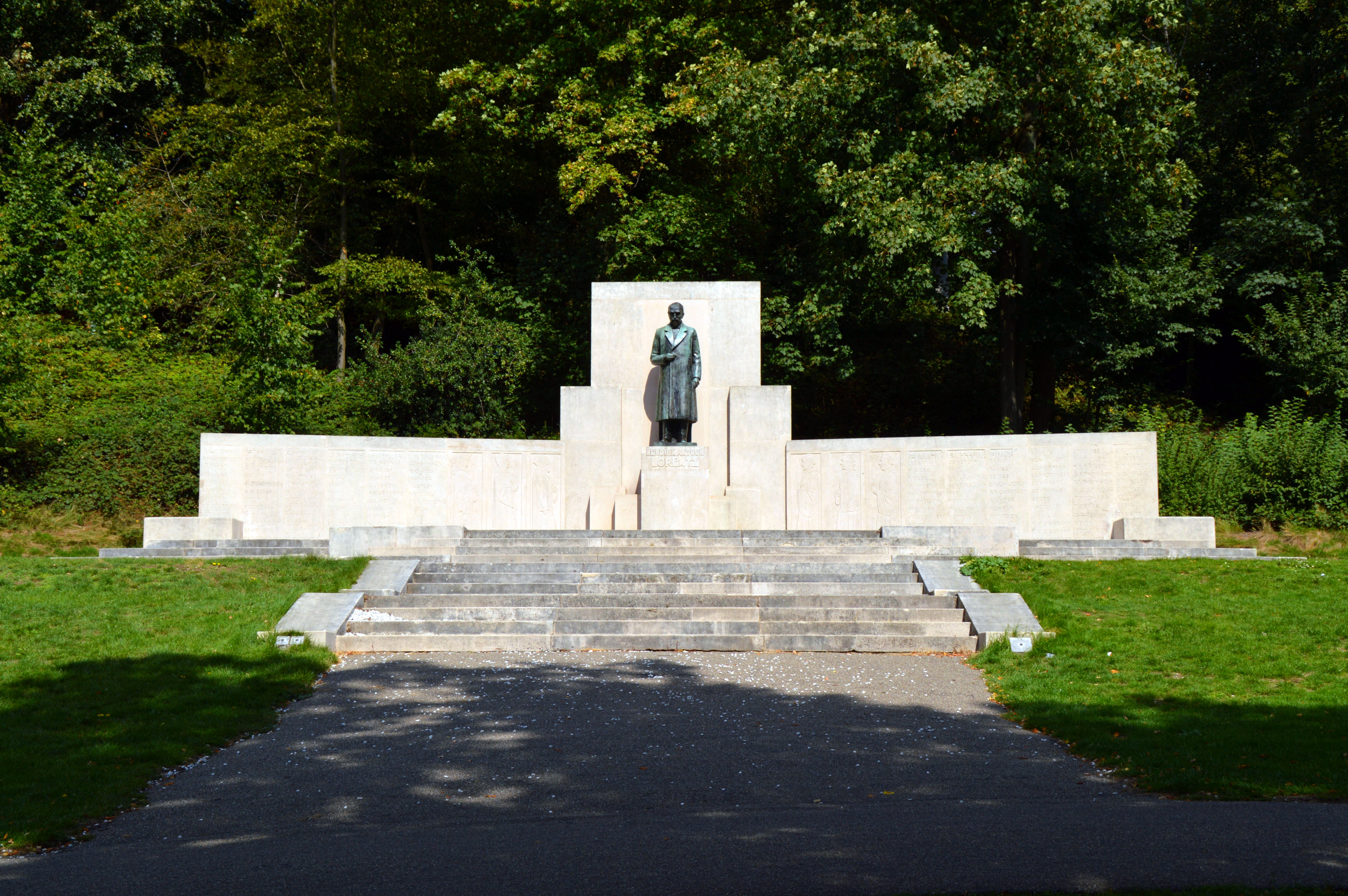
Monument van Lorentz en andere natuurwetenschappers in het Sonsbeek park in Arnhem.

In het Arnhemse park Sonsbeek staat een monument voor Lorentz, vervaardigd door Oswald Wenckebach, op 9 september 1931 onthuld door prinses Juliana.
In Leiden kent het Kamerling Onnesgebouw (KOG) aan de Steenschuur een collegezaal met de naam Lorentzzaal en een toegang met de naam Lorentzpoort. Op een kraagsteen boven de poort is een muurbeeld van Lorentz aangebracht, staande boven de vleugels van een uil, van de hand van de beeldhouwer Corinne Franzén-Heslenfeld. Het beeld werd onthuld in 1935 aan de zijde Langebrug. Bij een verbouwing in 1967 werd het poortje met beeld verplaatst naar de zijde Zonneveldstraat. De historische collegezaal de Lorentzzaal is in 2004 in oude luister hersteld. Het pand Hooigracht 48a, waar het gezin Lorentz woonde tot het in 1912 naar Haarlem verhuisde, draagt een gevelsteen met het opschrift LORENTZ.

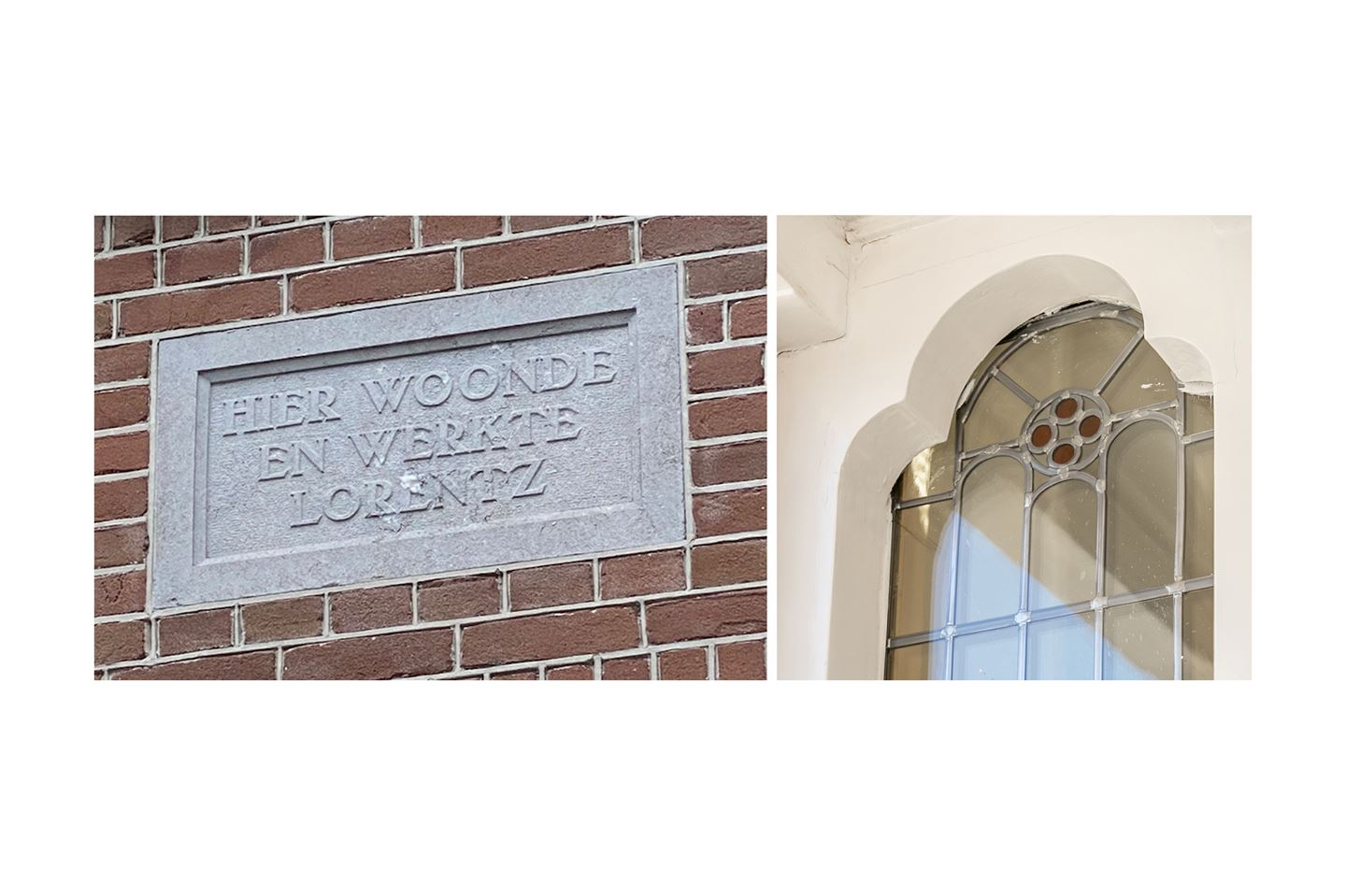
Gevelsteen op het voormalige woonhuis van Lorentz aan het Lorentzplein in Haarlem.

In Haarlem, waar hij woonde van 1912 tot 1928, staat een standbeeld van Lorentz aan het Lorentzplein. Op de gevel van het huis Lorentzplein 6 in Haarlem, waar Lorentz zijn laatste levensjaren doorbracht, (voorheen Julianastraat 49) is een gedenksteen aangebracht.
Een omvangrijk multifunctioneel gebouw nabij het Centraal Station van Leiden, waarvan een eerste fase in gebruik werd genomen in 2019, heeft de naam Lorentz Leiden.

## Kenschets door Ehrenfest
Beeldhouwer Oswald Wenckebach vroeg Paul Ehrenfest (Lorentz' opvolger als hoogleraar theoretische natuurkunde in Leiden) om een beschrijving van Lorentz als docent ter inspiratie voor het Lorentzmonument in Sonsbeek:

Enkele minuten voor aanvang komt hij de collegekamer binnen. Zijn komst brengt het samenzijn in een aangenaam vriendschappelijke stemming. Ieder weet zich persoonlijk begroet. Terwijl we een voor een binnenkomen en onze plaatsen opzoeken informeert Lorentz bij de een naar de ziekte van een familielid, geeft de ander een beloofde berekening of uitkomst, wenst een student geluk met zijn examen of met zijn verloving en maakt noodzakelijke afspraken. Zonder zich te haasten en toch op tijd begint hij zijn college. Aan de hand van zorgvuldig in het aantekenboekje-met-hard-kaft genoteerde aantekeningen recapituleert hij kort de symbolen, begrippen en vergelijkingen van het vorige college en stipt aan hoe hij verder wil gaan. Karakteristiek beeld: op de achtergrond het grote matzwarte bord met daarop in het duidelijke, overzichtelijke handschrift van Lorentz formules en een enkele term. [...] Zijn ogen zijn dan op de een gericht, dan op de ander, maar nooit op niemand. De oogopslag, de lichte beweging van hoofd en bovenlichaam, ook het spelen van de vingers met het krijtje - bij elkaar onderstrepen ze het gesprokene. [...] Bijzonder kalm en mooi. Zwarte, onopvallende en kraakschone kleding, enigszins uit de mode. Witte kraag, witte manchetten, magere vingers met knokkels, altijd met iets spelend. Het lichaam, broos maar gezond, wonderbaarlijk onvermoeibaar.

## Publicatielijst (onvolledig)[14]
- 1875 - Over de theorie der terugkaatsing en breking van het licht / Sur la théorie de la réflection et de la réfraction de la lumière (proefschrift Universiteit Leiden), Arnhem: K. van der Zande
- 1878 - De moleculaire theorieën in de natuurkunde (inaugurele rede uitgesproken op 25 januari 1878)
- 1878 - Over het verband tusschen de voortplantingssnelheid van het licht en de dichtheid en samenstelling der middenstoffen, Uitgegeven door de Koninklijke Akademie van Wetenschappen te Amsterdam, Amsterdam Chez C.G. van der Post 1878
- 1882 - Leerboek der differentiaal- en integraalrekening en van de eerste beginselen der analytische meetkunde met het oog op de toepassingen in de natuurwetenschap, Brill, Leiden
- 1886 - De l'influence du mouvement de la terre sur les phénomènes lumineux
- 1888 - Beginselen der natuurkunde, Brill, Leiden (twee delen, later met L. H. Siertsema, leerboek, 1929 negende drukken van deel 1, 470 blz. en deel 2)
- 1890 - Über die Grundlagen der Elektrodynamik bewegter Körper., Ann. Phys. Chem. 15, 478-480, 1890
- 1892 - La théorie electromagnétique de Maxwell et son application aux corps mouvants, Archives néerlandaises des Sciences exactes et naturelles
- 1895 - Versuch einer Theorie der elektrischen und optischen Erscheinungen in bewegten Körpern, E.J. Brill, Leiden
- 1899 - Théorie simplifiée des phénomènes électricques et optiques dans des corps en mouvement / Simplified Theory of Electrical and Optical Phenomena in Moving Systems, Proc. Acad. Science Amsterdam, vol. 1, 1899, 427–442
- 1900 - Considerations on Gravitation, Proc. Acad. Science Amsterdam, vol 2, 559–574, 1900
- 1901 - Zichtbare en onzichtbare bewegingen bij de Digitale Bibliotheek voor de Nederlandse Letteren (dbnl), Zichtbare en onzichtbare bewegingen. Voordrachten op uitnodiging van het Departement Leiden der Maatschappij tot Nut van ´t Algemeen in februari en maart E.J. Brill, Leiden, 173 pp.
- 1904 - Electromagnetic phenomena in a system moving with any velocity smaller than that of light, Proc. Acad. Science Amsterdam, vol 6, 1904, 809–831
- 1909 - The theory of electrons and its applications to the phenomena of light and radiant heat; a course of lectures delivered in Columbia university, New York, in March and April 1906, New York, Columbia University Press, 1909/1916
- 1910 - Sichtbare und unsichtbare Bewegungen (vertaling van Zichtbare en onzichtbare bewegingen)
- 1913 - met Minkowski, H. en Einstein, Albert: Das Relativitätsprinzip, eine Sammlung von Abhandlungen, Serie: Fortschritte der mathematischen Wissenschaften in Monographien, hft. 2., B.G. Teubner, Leipzig Berlin
- 1917 - On Einstein's Theory of gravitation, Proc. Acad. Science Amsterdam, vol 19 II, pags 1341–1354, 1917
- 1918 - Beginselen der natuurkunde, 2 delen, herdruk sinds 1893
- 1919 - Theorie der quanta, 1916-1917. Bewerkt door G.L. de Haas-Lorentz
- 1919 - De zwaartekracht en het licht. Een bevestiging van Einsteins Gravitatietheorie, Nieuwe Rotterdamsche Courant, 13 november 1919
- 1919-1926 - Lessen over theoretische natuurkunde aan de Rijks-Universiteit te Leiden gegeven door H.A. Lorentz, 8 delen, Brill, Leiden, onder meer I. Stralingstheorie (1910-1911) bewerkt door A.D. Fokker, Leiden: Brill, 1926, 75 pp. II. Theorie der Quanta (1916-1917) bewerkt door G.L. de Haas-Lorentz. Leiden : Brill, 1919, 153 pp. III: Aethertheorieën en aethermodellen (1901-1902) bewerkt door H. Bremekamp. Leiden : E.J. Brill, 1919-1920, 75 pp. IV. Thermodynamica bewerkt door T.C. Clay-Jolles, Leiden : Brill 1921. V. Kinetische problemen (1911-1912) bewerkt door E.D. Bruins en J. Reudler. Leiden : Brill, 1921. VI. Het relativiteitsbeginsel voor eenparige translaties (1910-1912) bewerkt door A.D. Fokker, Leiden: Brill, 1922. VII. Entropie en waarschijnlijkheid (1910-1911) bewerkt door C.A. Crommelin. Leiden : Brill, 1923. VIII. De Theorie van Maxwell (1900-1902) bewerkt door dr. H. Bremekamp, Leiden: Brill, 1925, 8 + 200 pp.
- 1920 - De electronentheorie. Voordrachten, gehouden in Teyler's Stichting in October 1918. Bewerkt door W.H. Keesom.
- 1922 - Problems of modern physics. Lecture notes, ed. Harry Bateman, California Institute of Technology. Herdruk Dover Publications, 1967
- 1923 met A. Einstein, H.A. Lorentz, H. Weyl, H. Minkowski (notes by A. Sommerfeld) - The Principle of Relativity. A collection of original papers on the special and general theory of relativity, latere herdruk Dover Publications, Inc., 216pp (Dover uitgave)
- 1926 met Went, F.; Keesom, W.H; Haas, W.J. - In memoriam Heike Kamerlingh Onnes. 21 september 1853 - 21 februari 1926, Leiden, Eduard Ijdo, 1926, 129 pp.
- 1926 - The quantum theory. Present day problems and outstanding questions of the quantum theory. Notes accompanying lectures delivered by Professor H.A. Lorentz at Cornell University, fall term 1926
- 1926 - Verslag van de staatscommissie Zuiderzee 1918-1926[15]
- 1927-1931 - Lectures on Theoretical Physics (vol. I-III), New York, Macmillan & Co.
- 1935-1939 - Collected Papers, ed. P. Zeeman and A.D. Fokker, Den Haag, 9 delen
- 1997 - On the theory of the reflection and refraction of light. Translated and edited by N.J.Nersessian & H.F.Cohen, W.portr. A'dam 1997, vi,xi,186 pp. [Vertaling in het Engels van Lorentz' proefschrift Over de theorie der terugkaatsing en breking van het licht / Sur la théorie de la réflection et de la réfraction de la lumière (proefschrift Universiteit Leiden, 1875), Arnhem: K. van der Zande]

## Promovendi
Alle 25 onderstaande promoties met Lorentz als promotor waren aan de Rijksuniversiteit Leiden. Opmerkelijk voor die tijd zijn de promoties van de vier dames Johanna Reudler (1912), Geertruida Luberta (de Haas-)Lorentz (Lorentz' dochter Berta, 1912), Eva Dina Bruins (1918) en Hendrika Johanna van Leeuwen (1919).
| Promovendus                             | Proefschrift | Jaar #afstammelingen |
| --------------------------------------- | --- | -------------------- |
| Bockwinkel, H. A. B.                    | Van de stralingsverschijnselen in bewogen stelsels                                                                            | 1907                 |
| Bremekamp, Hendrik                      | Beschouwingen over de lichtvoortplanting in dispergerende middenstoffen, 108 pp.                                              | 1905 258             |
| Bruins, Eva Dina                        | Vraagstukken uit de theorie van het magnetisme                                                                                | 1918                 |
| Couvée, J. E.                           | Eenige beschouwingen over de voortplanting van golfstelsels                                                                   | 1887                 |
| de Haas-Lorentz, Geertruida Luberta     | Over de theorie van de Brown'schen beweging en daarmede verwante verschijnselen                                               | 1912                 |
| Droste, Johannes                        | Het zwaartekrachtsveld van een of meer lichamen volgens de theorie van Einstein                                               | 1916 214             |
| Evers, Evert Jan                        | Over de kracht, die een vloeistofstroom in sommige gevallen loodrecht op zijne richting op een medegesleept lichaam uitoefent | 1897                 |
| Fokker, Adriaan Daniel                  | Over Brown'sche bewegingen in het stralingsveld, en waarschijnlijkheidsbeschouwingen in de stralingstheorie                   | 1913 1               |
| Frowein, Pieter Coenraad Frederik       | Dissociatie van kristalwaterhoudende zouten                                                                                   | 1887                 |
| Houba, Mattheus Jacobus Hubertus        | Over de stroming van vloeistoffen door buizen, 100 pp + Stellingen                                                            | 1883                 |
| Los, H.C.                               | De voorplantingssnelheid van het geluid in dampen                                                                             | 1897                 |
| Ornstein, Leonard Salomon               | Toepassing der Statistische Mechanica van Gibbs op molekulair-theoretische vraagstukken                                       | 1908 456             |
| Reudler, Johanna                        | Over de warmtestraling in ruimten van verschillende vorm                                                                      | 1912                 |
| Thierry, Daniël Raymond                 | Over de toepassing van het theorema van Fourier in de theorie der buigingsverschijnselen.                                     | 1900                 |
| Tiddens, Pieter Gerlof                  | Beschouwingen over den loop der lichtstralen en de beeldvorming in optische stelsels                                          | 1904                 |
| van den Berg, Willem                    | Vraagstukken uit Einstein's gravitatietheorie, 71 pp.                                                                         | 1921                 |
| van der Kamp, H.                        | Ponderomotorische krachten in het electromagnetische veld                                                                     | 1897                 |
| van Leeuwen, Hendrika Johanna           | Vraagstukken uit de electronentheorie van het magnetisme                                                                      | 1919                 |
| van Loghem, Willem                      | Theorie der terugkaatsing van het licht door magneten                                                                         | 1883                 |
| van Rijn van Alkemade, Abraham Cornelis | Over de elliptische polarisatie bij de terugkaatsing van het licht door doorschijnende middenstoffen                          | 1882                 |
| van Slingelandt, Johannes               | Fluctuaties bij electrische en optische verschijnselen                                                                        | 1919                 |
| Verrijp, D.P.A.                         | Het interferentievlak bij de ringen van Newton en bij eenige andere verschijnselen                                            | 1902                 |
| Vollgraff, Johan Adriaan                | Electromagnetische draaiingen en unipolaire inductie                                                                          | 1903                 |
| Was, Edward August Otto                 | Het beginsel van Doppler in de geluidsleer                                                                                    | 1881                 |
| Winter, August                          | Bijdrage tot de ionentheorie                                                                                                  | 1906                 |

## Naar Lorentz vernoemd

### Wetenschap
- Lorentzcontractie oftewel lengtecontractie
- Lorentzgroep, de groep van alle Lorentztransformaties
- Lorentzinvariantie
- Lorentzkracht
- Lorentztransformatie
- Lorentz-variëteit (begrip uit de differentiaalmeetkunde)
- Lorentz-verdeling (statistiek)
- De KNAW Lorentzmedaille wordt sinds 1927 om de vier jaar uitgereikt aan onderzoekers die uitzonderlijke prestaties hebben geleverd op het gebied van de theoretische natuurkunde. De Akademie heeft de Lorentzmedaille in 1925 ingesteld, bij gelegenheid van het gouden jubileum van de promotie van Lorentz. Lorentz was lid van de Akademie en vervulde er diverse bestuursfuncties.
- Instituut-Lorentz voor theoretische natuurkunde, Universiteit Leiden
- Lorentz (krater), maankrater (coördinaten 32,6°NB, 95,3°WL, doorsnede 312 km, diepte 4,45 km)
- Planetoïde (29208) Halorentz

### Scholen
- openbare basis- en Daltonschool Lorentzschool, Hilversum
- Openbare basisschool Lorentzschool, Leiden
- Lorentz Casimir Lyceum in Eindhoven
- Lorentz Lyceum, Arnhem
- Lorentzlyceum, Haarlem thans Het Schoter

### Overig
- Lorentzsluizen in de Afsluitdijk bij Kornwerderzand
- Lorentz, een nieuwbouwproject bij het Centraal Station Leiden, 2019[18]
- Treinstel 10365, waarmee Arriva in de Achterhoek rijdt, draagt de naam 'Hendrik Antoon Lorentz'
- Het industriegebied Lorentz (bestaande uit 4 delen: I, Haven, II en III) aan het Veluwemeer aan de noordoostzijde van Harderwijk, met ruim 240 ha het grootste aaneengesloten bedrijventerrein van Gelderland [19].